# Décès en juin 2018
Décès
- 2014
- 2015
- 2016
- 2017
- 2018
- 2019
- 2020
- 2021
- 2022

Pour une information complémentaire, voir la page d'aide.

| Date     | Nom                          | Activités                                                                                   | Âge | Source |
| -------- | ---------------------------- | ------------------------------------------------------------------------------------------- | --- | ------ |
| 1er juin | Eddy Clearwater              | Chanteur et guitariste américain de blues.                                                  | 83  | (en)   |
| 1er juin | Bob Clotworthy               | Plongeur américain, champion et médaillé de bronze olympique (1952, 1956).                  | 87  | (en)   |
| 1er juin | Jill Ker Conway              | Auteure australo-américaine.                                                                | 83  | (en)   |
| 1er juin | Walter Eich                  | Footballeur suisse.                                                                         | 93  |        |
| 1er juin | André Desvages               | Coureur cycliste français.                                                                  | 74  |        |
| 1er juin | Bernard Gantner              | Peintre, lithographe et aquafortiste français.                                              | 89  |        |
| 1er juin | Giancarlo Ghirardi           | Physicien italien.                                                                          | 82  | (it)   |
| 1er juin | Andrew Massey                | Compositeur et chef d'orchestre britannique.                                                | 72  | (en)   |
| 1er juin | Malcolm Morley               | Peintre et sculpteur américain.                                                             | 86  | (en)   |
| 1er juin | John Julius Norwich          | Historien britannique.                                                                      | 88  | (en)   |
| 1er juin | Alejandro Peñaranda          | Footballeur colombien.                                                                      | 24  |        |
| 1er juin | William Phipps               | Acteur américain.                                                                           | 96  | (en)   |
| 1er juin | Rockin' Rebel                | Catcheur américain.                                                                         | 52  | (en)   |
| 1er juin | Sinan Sakić                  | Chanteur serbe.                                                                             | 61  |        |
| 1er juin | René Séjourné                | Prélat catholique français, évêque de Saint-Flour.                                          | 88  |        |
| 1er juin | Razan al-Najjar              | Infirmière et militante des droits de l'homme palestinienne.                                | 21  | (en)   |
| 2 juin   | Paul D. Boyer                | Biochimiste américain.                                                                      | 99  | (en)   |
| 2 juin   | Irenäus Eibl-Eibesfeldt      | Éthologue, écrivain et professeur d'université autrichien.                                  | 89  | (de)   |
| 2 juin   | Desmond Lorenz de Silva (en) | Avocat britannique, procureur auprès des Nations unies.                                     | 78  | (en)   |
| 2 juin   | Seán McSweeney               | Peintre irlandais.                                                                          | 82  | (en)   |
| 2 juin   | Emil Wolf                    | Physicien américain.                                                                        | 95  | (en)   |
| 3 juin   | Miguel Obando Bravo          | Cardinal nicaraguayen.                                                                      | 92  | (it)   |
| 3 juin   | Frank Carlucci               | Homme politique américain.                                                                  | 87  | (en)   |
| 3 juin   | Robert Forhan                | Joueur canadien de hockey sur glace, médaillé d'argent aux Jeux olympiques d'hiver de 1960. | 82  | (en)   |
| 3 juin   | Georg von Tiesenhausen       | Ingénieur germano-américain.                                                                | 104 | (en)   |
| 4 juin   | Michael J. Belton            | Astronome américain.                                                                        | 83  | (en)   |
| 4 juin   | Dwight Clark                 | Joueur américain de football US.                                                            | 61  | (en)   |
| 4 juin   | Marc Ogeret                  | Chanteur français.                                                                          | 86  |        |
| 4 juin   | Maguelonne Toussaint-Samat   | Écrivaine et romancière française.                                                          | 91  |        |
| 4 juin   | Gilbert Trausch              | Historien luxembourgeois.                                                                   | 86  |        |
| 4 juin   | Abhimanyu Unnuth             | Écrivain mauricien.                                                                         | 80  |        |
| 5 juin   | Yoshiaki Arata               | Physicien japonais.                                                                         | 94  | (ja)   |
| 5 juin   | Jānis Bojārs                 | Athlète de lancers de poids soviétique puis letton.                                         | 62  |        |
| 5 juin   | Kate Spade                   | Styliste américaine.                                                                        | 55  |        |
| 6 juin   | René Gilson                  | Critique de cinéma français.                                                                | 96  |        |
| 6 juin   | David McFadden               | Poète et écrivain canadien.                                                                 | 77  | (en)   |
| 6 juin   | Kira Mouratova               | Actrice, réalisatrice et scénariste soviétique puis ukrainienne.                            | 83  | (ru)   |
| 6 juin   | Manex Pagola                 | Auteur compositeur français.                                                                | 76  |        |
| 6 juin   | Monique Papon                | Femme politique française.                                                                  | 83  |        |
| 6 juin   | Red Schoendienst             | Joueur américain de baseball.                                                               | 95  | (en)   |
| 6 juin   | Mary Wilson de Rievaulx      | Personnalité britannique.                                                                   | 102 | (en)   |
| 7 juin   | David Douglas Duncan         | Photojournaliste de guerre américain.                                                       | 102 |        |
| 7 juin   | Francis Smerecki             | Footballeur puis entraîneur français.                                                       | 68  |        |
| 7 juin   | Stefan Weber                 | Chanteur et professeur autrichien.                                                          | 71  |        |
| 7 juin   | Arie den Hartog              | Coureur cycliste néerlandais.                                                               | 77  |        |
| 7 juin   | Philippe de Baleine          | Journaliste et écrivain français.                                                           | 96  |        |
| 8 juin   | Per Ahlmark                  | Écrivain et homme politique suédois.                                                        | 79  | (sv)   |
| 8 juin   | Gérard Boulanger             | Avocat et homme politique français.                                                         | 69  |        |
| 8 juin   | Anthony Bourdain             | Chef cuisinier et animateur de télévision américain.                                        | 61  |        |
| 8 juin   | Maria Bueno                  | Joueuse de tennis brésilienne.                                                              | 78  |        |
| 8 juin   | Jean-Daniel Causse           | Psychanalyste, pasteur et professeur.                                                       | 55  |        |
| 8 juin   | Freddy Eugen                 | Cycliste sur piste danois.                                                                  | 77  | (da)   |
| 8 juin   | Eunice Gayson                | Actrice britannique.                                                                        | 90  | (en)   |
| 8 juin   | Danny Kirwan                 | Chanteur et guitariste britannique.                                                         | 68  | (en)   |
| 8 juin   | Jutta Nardenbach             | Footballeuse international allemande.                                                       | 49  | (de)   |
| 8 juin   | Liu Yichang                  | Écrivain chinois.                                                                           | 99  | (en)   |
| 8 juin   | Gino Santercole              | Chanteur et acteur italien.                                                                 | 77  | (it)   |
| 9 juin   | Françoise Bonnot             | Monteuse française.                                                                         | 78  |        |
| 9 juin   | Ogobara Doumbo               | Scientifique malien.                                                                        | 62  |        |
| 9 juin   | Reinhard Hardegen            | Militaire allemand.                                                                         | 105 | (de)   |
| 9 juin   | Fadil Vokrri                 | Footballeur yougoslave.                                                                     | 57  |        |
| 10 juin  | Stan Anderson                | Footballeur britannique.                                                                    | 85  | (en)   |
| 10 juin  | André Pourny                 | Homme politique français.                                                                   | 89  |        |
| 11 juin  | Norma Bessouet               | Peintre et sculptrice argentine.                                                            | 77  | (es)   |
| 11 juin  | Wayne Dockery                | Contrebassiste de jazz américain.                                                           | 76  |        |
| 11 juin  | Oscar Furlong                | Joueur de basket-ball argentin.                                                             | 90  | (en)   |
| 11 juin  | Marcel Hénaff                | Philosophe et anthropologue français.                                                       | 75  |        |
| 11 juin  | Yvette Horner                | Accordéoniste, pianiste et compositrice française.                                          | 95  |        |
| 11 juin  | Erich Meuthen                | Historien allemand.                                                                         | 89  | (de)   |
| 12 juin  | Jon Hiseman                  | Batteur et producteur de musique britannique.                                               | 73  | (en)   |
| 12 juin  | Nurlanbek Kadykeev           | Homme politique kirghiz, membre de la Zhogorku Kengesh.                                     | 48  | (en)   |
| 12 juin  | Antônio Carlos Konder Reis   | Homme politique brésilien.                                                                  | 93  | (pt)   |
| 12 juin  | Renato Vrbičić               | Joueur de water-polo croate, médaillé d'argent aux Jeux olympiques d'été de 1996.           | 47  | (hr)   |
| 13 juin  | Anne Donovan                 | Joueuse de basket-ball américaine, double championne olympique (1984, 1988).                | 56  | (en)   |
| 13 juin  | D. J. Fontana                | Batteur américain.                                                                          | 87  | (en)   |
| 13 juin  | Charles Vinci                | Haltérophile américain, double champion olympique (1956, 1960).                             | 85  | (en)   |
| 14 juin  | Stanislav Govoroukhine       | Réalisateur, acteur et scénariste soviétique et russe.                                      | 82  | (en)   |
| 14 juin  | Mongi Kooli                  | Avocat et homme politique tunisien.                                                         | 88  |        |
| 14 juin  | Bernard Langevin             | Alpiniste, guide de haute montagne, résistant FTP et militant communiste français.          | 92  | (fr)   |
| 14 juin  | Ettore Romoli                | Homme politique italien.                                                                    | 80  | (it)   |
| 15 juin  | Hélène Mouriquand            | Peintre française.                                                                          | 99  |        |
| 15 juin  | Matt Murphy                  | Guitariste de blues américain.                                                              | 88  | (en)   |
| 15 juin  | Jacques Tissinier            | Peintre et sculpteur français.                                                              | 81  |        |
| 15 juin  | Raoul Van Caenegem           | Professeur d'université, historien et médiéviste belge.                                     | 90  | (de)   |
| 15 juin  | Darío Villalba               | Peintre espagnol.                                                                           | 79  | (es)   |
| 15 juin  | Dieter Wellershoff           | Écrivain allemand.                                                                          | 92  | (de)   |
| 16 juin  | Martin Bregman               | Producteur de cinéma américain.                                                             | 92  | (en)   |
| 16 juin  | Syd Nomis                    | Joueur de rugby à XV sud-africain                                                           | 76  | (en)   |
| 16 juin  | Don Ritchie                  | Athlète britannique.                                                                        | 73  | (en)   |
| 16 juin  | Guennadi Rojdestvenski       | Chef d'orchestre russe.                                                                     | 87  |        |
| 16 juin  | Paulette Wright              | Chanteuse et comédienne franco-britannique.                                                 | 28  |        |
| 17 juin  | Vladimír Andrs               | Rameur tchécoslovaque, médaillé de bronze aux Jeux olympiques d'été de 1964.                | 81  | (cs)   |
| 17 juin  | O. Timothy O'Meara           | Mathématicien américain.                                                                    | 90  | (en)   |
| 18 juin  | Walter Bahr                  | Footballeur américain.                                                                      | 91  | (en)   |
| 18 juin  | Big Van Vader                | Catcheur américain.                                                                         | 63  |        |
| 18 juin  | Gō Katō                      | Acteur japonais.                                                                            | 80  | (en)   |
| 18 juin  | Kóstas Polítis               | Joueur puis entraîneur grec de basket-ball.                                                 | 76  | (en)   |
| 18 juin  | Maria Rohm                   | Actrice et productrice de cinéma autrichienne.                                              | 72  | (it)   |
| 18 juin  | Jimmy Wopo                   | Rappeur américain.                                                                          | 21  | (en)   |
| 18 juin  | XXXTentacion                 | Rappeur américain.                                                                          | 20  | (en)   |
| 19 juin  | Stanley Cavell               | Philosophe américain.                                                                       | 91  |        |
| 19 juin  | Guy-Michel Cogné             | Journaliste français.                                                                       | 64  |        |
| 19 juin  | Élisabeth de Danemark        | Diplomate danoise, membre de la famille royale de Danemark.                                 | 83  |        |
| 19 juin  | Ivan Dratch                  | Poète et homme politique soviétique et ukrainien.                                           | 81  | (en)   |
| 19 juin  | Sergio Gonella               | Arbitre italien de football.                                                                | 85  | (it)   |
| 19 juin  | Bill Kenville                | Joueur américain de basket-ball.                                                            | 87  | (en)   |
| 19 juin  | Paul Marx                    | Évêque catholique français.                                                                 | 83  |        |
| 20 juin  | Édouard-Jean Empain          | Homme d'affaires belge.                                                                     | 80  |        |
| 20 juin  | Robert Gilpin                | Économiste, politologue et professeur d'université américain.                               | 87  | (en)   |
| 20 juin  | Sándor Kányádi               | Poète et traducteur roumain.                                                                | 89  | (hu)   |
| 20 juin  | Peter Thomson                | Golfeur australien.                                                                         | 88  | (en)   |
| 21 juin  | Carlo Bernardini             | Physicien, écrivain et sénateur italien.                                                    | 88  | (it)   |
| 21 juin  | Hassan El Glaoui             | Peintre marocain.                                                                           | 93  |        |
| 21 juin  | Johnny Hubbard               | Footballeur sud-africain.                                                                   | 87  | (en)   |
| 21 juin  | Charles Krauthammer          | Journaliste américain.                                                                      | 68  | (en)   |
| 22 juin  | Halina Aszkiełowicz          | Volleyeuse polonaise, médaillée de bronze aux Jeux olympiques d'été de 1968.                | 71  | (pl)   |
| 22 juin  | Felicia Langer               | Avocate germano-israélo-polonaise.                                                          | 87  | (de)   |
| 22 juin  | Deanna Lund                  | Actrice américaine.                                                                         | 81  | (en)   |
| 22 juin  | Rezső Nyers                  | Homme politique hongrois                                                                    | 95  | (hu)   |
| 22 juin  | Geoffrey Oryema              | Musicien et chanteur de rock et de world music.                                             | 65  |        |
| 22 juin  | Vinnie Paul                  | Batteur de heavy metal américain.                                                           | 54  | (en)   |
| 22 juin  | Waldir Pires                 | Juriste et homme politique brésilien.                                                       | 91  | (pt)   |
| 23 juin  | Roland Baar                  | Rameur d'aviron allemand, médaillé d'argent et de bronze olympique (1992, 1996).            | 53  | (de)   |
| 23 juin  | Jacques Corriveau            | Homme d'affaires canadien.                                                                  | 85  |        |
| 23 juin  | Edu del Prado                | Acteur guinéo-espagnol.                                                                     | 40  |        |
| 23 juin  | Alberto Fouilloux            | Footballeur puis entraîneur chilien.                                                        | 77  | (es)   |
| 23 juin  | Donald Hall                  | Poète et écrivain américain .                                                               | 89  | (en)   |
| 23 juin  | Phan Huy Le                  | Historien et professeur d'université vietnamien.                                            | 84  |        |
| 23 juin  | Kim Jong-pil                 | Homme politique sud-coréen.                                                                 | 92  | (en)   |
| 24 juin  | Stanley Anderson             | Acteur américain.                                                                           | 78  | (en)   |
| 24 juin  | Frank Heart                  | Ingénieur américain en informatique.                                                        | 89  | (en)   |
| 24 juin  | Josip Pirmajer               | Footballeur puis entraîneur yougoslave puis serbe.                                          | 74  |        |
| 24 juin  | Jacques Saadé                | Homme d'affaires franco-libano-syrien.                                                      | 81  |        |
| 24 juin  | Paul-Louis Thirard           | Journaliste et critique de cinéma français.                                                 | 85  |        |
| 25 juin  | Constance Adams              | Architecte américaine.                                                                      | 53  | (en)   |
| 25 juin  | Claude Bernard-Aubert        | Réalisateur et scénariste français.                                                         | 88  |        |
| 25 juin  | David Goldblatt              | Photographe sud-africain.                                                                   | 87  | (en)   |
| 25 juin  | Paul Gérin-Lajoie            | Avocat et homme politique canadien.                                                         | 98  |        |
| 25 juin  | Richard Benjamin Harrison    | Homme d'affaires américain.                                                                 | 77  | (en)   |
| 25 juin  | Christiane Tarride           | Actrice française.                                                                          | 93  |        |
| 26 juin  | Malika Abdullaxoʻjayeva      | Pathologiste soviétique d'origine ouzbèke.                                                  | 85  | (ru)   |
| 26 juin  | Harold Davis                 | Footballeur puis entraîneur écossais.                                                       | 85  | (en)   |
| 26 juin  | Husan Sharipov               | Acteur ouzbek.                                                                              | 80  | (en)   |
| 26 juin  | Henri Diricx                 | Footballeur belge.                                                                          | 90  |        |
| 26 juin  | Dewey Johnson                | Musicien de jazz américain.                                                                 | 78  | (en)   |
| 26 juin  | Henri Namphy                 | Général d'armée puis homme politique haïtien, chef de l'État de 1986 à 1988.                | 85  |        |
| 26 juin  | Daniel Pilon                 | Acteur canadien.                                                                            | 77  |        |
| 27 juin  | Steven Hilliard Stern        | Réalisateur, producteur et scénariste canadien.                                             | 80  | (en)   |
| 27 juin  | Joseph Jackson               | Manager et directeur artistique américain, père des Jackson 5                               | 89  | (en)   |
| 28 juin  | François Bluche              | Historien français.                                                                         | 92  |        |
| 28 juin  | Goran Bunjevčević            | Footballeur yougoslave puis serbe.                                                          | 45  | (en)   |
| 28 juin  | Harlan Ellison               | Écrivain de science-fiction américain.                                                      | 84  | (en)   |
| 28 juin  | Domenico Losurdo             | Philosophe communiste italien.                                                              | 76  | (it)   |
| 28 juin  | Christine Nöstlinger         | Écrivaine de littérature d'enfance et de jeunesse autrichienne.                             | 81  | (de)   |
| 28 juin  | Elisha Obed                  | Boxeur bahamien.                                                                            | 66  | (en)   |
| 29 juin  | Kwesi Amissah-Arthur         | Homme politique ghanéen, vice-président de la République (2012-2017).                       | 67  | (en)   |
| 29 juin  | Tony Bertrand                | Dirigeant sportif français.                                                                 | 105 |        |
| 29 juin  | Franz Beyer                  | Musicologue allemand.                                                                       | 96  | (de)   |
| 29 juin  | Arvid Carlsson               | Médecin et neurobiologiste suédois, Prix Nobel de physiologie ou médecine (2000).           | 95  | (en)   |
| 29 juin  | Steve Ditko                  | Dessinateur et scénariste américain de comics.                                              | 90  | (en)   |
| 29 juin  | Chantal Garrigues            | Actrice française.                                                                          | 73  |        |
| 29 juin  | Jacques Madubost             | Athlète français.                                                                           | 74  |        |
| 29 juin  | Liliane Montevecchi          | Actrice, danseuse et chanteuse française.                                                   | 85  | (en)   |
| 29 juin  | Derrick O'Connor             | Acteur irlando-américain.                                                                   | 77  |        |
| 29 juin  | Irena Szewińska              | Athlète polonaise, multiple médaillée olympique (1964, 1968, 1972, 1976).                   | 72  | (pl)   |
| 30 juin  | José Antonio Zaldúa          | Footballeur espagnol.                                                                       | 76  |        |